# Михейково (Монастырщинский район)
Михейково — деревня в Монастырщинском районе Смоленской области России. Входит в состав Александровского сельского поселения. Население — 35 жителей (2007 год). 
Расположена в западной части области в 16 км к северо-западу от Монастырщины, в 53 км западнее автодороги А141 Орёл — Витебск, на берегу реки Свинора. В 55 км восточнее деревни расположена железнодорожная станция Починок на линии Смоленск — Рославль.

## История
В годы Великой Отечественной войны деревня была оккупирована гитлеровскими войсками в июле 1941 года, освобождена в сентябре 1943 года.